# Vetterhusbotnet
Vetterhusbotnet er en fjordarm af Blikkengfjorden i Namsos kommune i Trøndelag fylke i Norge.Fjorden har indløb ved Vetterhusstraumen og holmen Øltappen i vest og går 8,5 kilometer mod nordøst til gården Duna.
Fylkesvej 464 krydser fjorden ved indløbet og fortsætter videre langs nordsiden af fjorden. Der ligger spredte gårde langs vejen i nord, mens der på sydsiden kun ligger enkelte isolerede gårde, blandt andet Vetterhus, som fjorden har fået sit navn efter.